# Sarcodon regalis
Sarcodon regalis är en svampart som beskrevs av Maas Geest. 1975. Sarcodon regalis ingår i släktet Sarcodon och familjen Bankeraceae.   Inga underarter finns listade i Catalogue of Life.